# Schlesen
Schlesen ist eine Gemeinde im Kreis Plön in Schleswig-Holstein.

## Geographie
Schlesen liegt am nordöstlichen Ufer des Dobersdorfer Sees und am Südufer des Passader Sees etwa 5 km östlich von Schönkirchen, etwa 10 km nördlich von Preetz und etwa 7 km südlich von Schönberg (Holstein) an der Landesstraße 211 zwischen Preetz und Schönberg.

### Gemeindegliederung
Die Ortslage Schlesen umfasst folgende Straßen: Bargkoppel, Dorfstraße, Klint, Lindenweg, Redder am See, Schwanort, Seebrook und Lüttsche Koppel.
Außerdem gibt es folgende Ausbaustellen: Barten, Bauerswegen, Christinenhof, Faulengraben, Fernhausen, Friesenhof, Georgenfelde, Hof Barth, Kahlkamp, Kahlbusch, Neuenkrug, Selkau, Spliessteich und Ziegelhof.

### Nachbargemeinden
Nachbarorte sind Stoltenberg, Fargau (Gemeinde Fargau-Pratjau), Tökendorf und  Jasdorf (beide Gemeinde Dobersdorf).
Das Gemeindegebiet grenzt im Nordwesten an die Gemeinde Passade und im Südwesten an die Gemeinde Rastorf.

## Geschichte
Schlesen wurde im Jahre 1304 erstmals erwähnt.

## Politik

### Gemeindevertretung
Bei der Kommunalwahl am 14. Mai 2023 wurden insgesamt neun Sitze vergeben. Von diesen erhielt die Aktive Bürgerinitiative Schlesen fünf Sitze, die Allgemeine Unabhängige Wählergemeinschaft Schlesen zwei Sitze und die Bürger-Initiative-Schlesen und die SPD jeweils einen Sitz.

### Liste der Bürgermeister
- Klaus Lütt (CDU, 1970–1990)
- Hanna Hansen (SPD, 1990–1991)
- Kurt Püstow (SPD, 1991–1998)
- Peter Wiegner (CDU, 1998–2013, Träger des Bundesverdienstkreuzes)
- Hans-Harald Harländer (SPD, 2013–2018)
- Anja Funk (ABS, seit 2018)

### Wappen

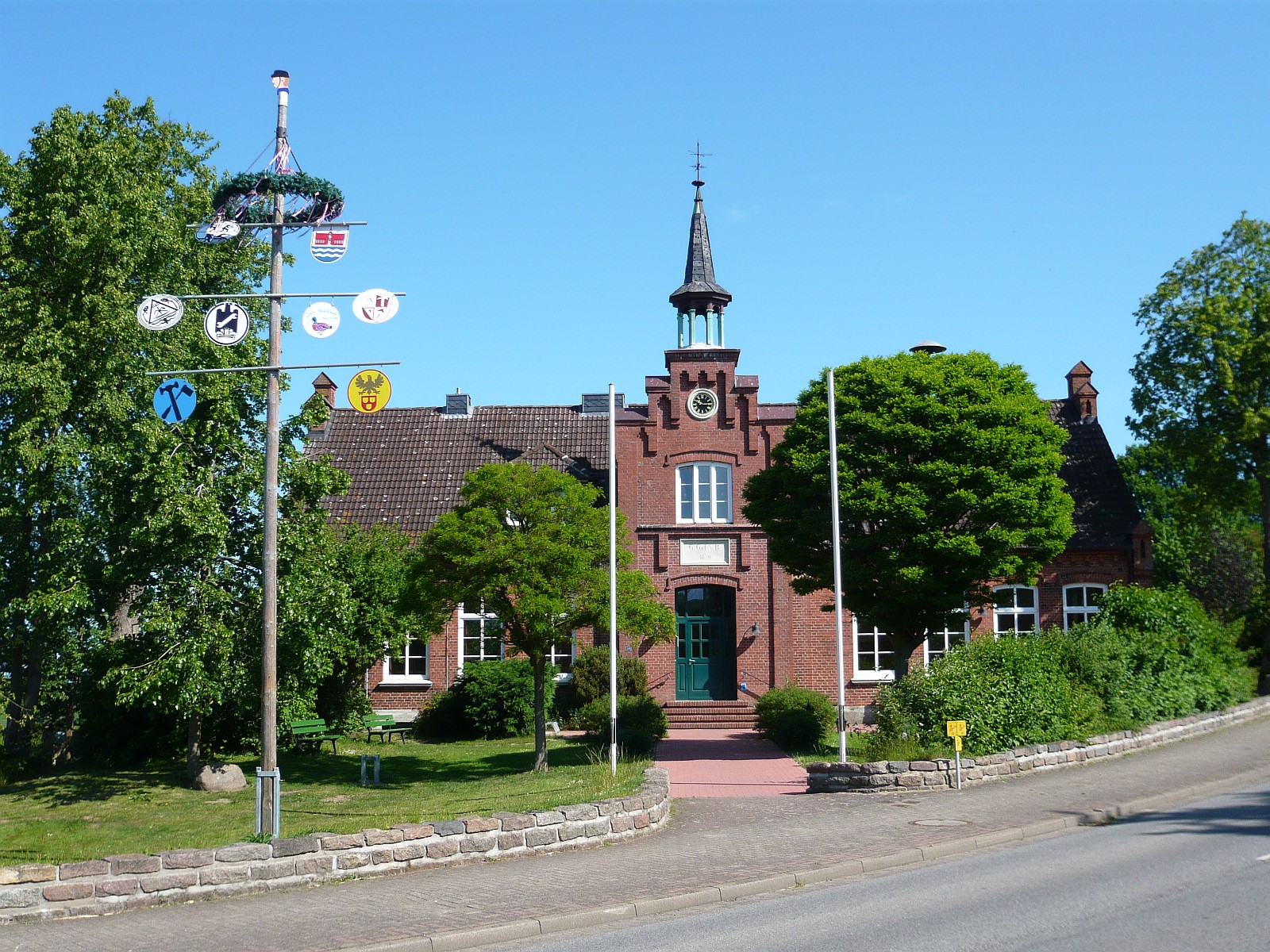
Dorfgemeinschaftshaus „Alte Schule“

Blasonierung: „Von Silber und Blau im Verhältnis 2 :1 geteilt. Oben ein rotes Schulhaus in neugotischem Stil mit gestuftem Mittelrisalit über dem Eingang und jeweils vier Fenstern zu beiden Seiten; über dem Mittelrisalit ein Dachreiter mit spitzem Turmhelm, an den Stirnseiten des Daches in Traufen- und Firsthöhe je ein spitzes, bedachtes Türmchen. Unten zwei silberne Wellenbalken.“

## Vereine
- Angelverein Schlesen Club 17 e. V. mit über hundert Mitgliedern und großer Jugendgruppe.

## Persönlichkeiten
- Martin Schwarz (* 1935), Mitglied des 11. Schleswig-Holsteinischen Landtags (1987–1988) für die CDU

## Sehenswürdigkeiten
Die Uferbereiche des Passader Sees und der östliche Teil des Tals der Jarbek im Gemeindegebiet sind Teil des europäischen NATURA 2000-Schutzgebietes FFH-Gebiet Hagener Au und Passader See,
siehe auchː Liste der Kulturdenkmale in Schlesen